# Park Solidarności w Radomsku
Park Solidarności – park w Radomsku w województwie łódzkim położony w centrum miasta przy ulicach Armii Krajowej i Leszka Czarnego.
Park w okresie letnim jest najbardziej uczęszczanym parkiem w mieście z powodu obchodów Dni Radomska. W czerwcu odbywają się dwudniowe koncerty, pikniki, pokazy związane z Dniami Radomska.
Obok parku znajdują się szkoły, przedszkola oraz osiedle Piastowskie wybudowane w latach 80. XX wieku.